# 樊登
樊登（1976年3月24日—），陕西西安人，前中国中央电视台主持人，樊登读书创始人，中共党员，《管理学家》杂志执行总编

## 生平
1997年，于西安交通大学材料系金属材料专业获得工学学士学位。1997年7月至1998年9月任教于西安交通大学材料系。2001年，于西安交通大学管理学院获得管理学硕士学位。博士毕业于北京师范大学，获电影学博士学位。

## 主持节目
- 《三星智力快车》[2]
- 《实话实说》[4]
- 《再说实话》
- 《十二演播室》
- 東南衛視《步步為赢》[5]

## 奖项
- 1996年全国名校辩论邀请赛冠军
- 1998年国际大专辩论赛冠军
- 1999年国际大专辩论赛冠军
- 东方卫视《2020教育盛典》2020年度教育匠心奖[6]